# Национальный институт фундаментальной биологии
Национальный институт фундаментальной биологии (яп. 基礎生物学研究所 kisoseibutsugaku kenkyuujo) — японский научно-исследовательский институт и аспирантский университет в городе Окадзаки (префектура Айти). Был основан в 1977 году для содействия биологическим исследованиям в Японии в сотрудничестве с государственными и частными университетами и научно-исследовательскими институтами.

## История
- Май 1977 — создан Национальный институт фундаментальной биологии. Первым генеральным директором назначен доктор Масутаро Кувабара.
- Декабрь 1977 — проведена Первая Конференция NIBB.
- Апрель 1983 — вторым генеральным директором назначен доктор Харуо Канатани.
- Октябрь 1984 — третьим генеральным директором назначен доктор Токиндо Окада.
- Июль 1989 — четвёртым генеральным директором назначен доктор Икуо Такэути.
- Апрель 1995 — пятым генеральным директором назначен доктор Хидэо Моури.
- Апрель 2001 — шестым генеральным директором назначен доктор Мотоя Кацуки.
- Январь 2004 — NIBB провёл первую Биологическую конференцию Окадзаки (англ. Okazaki Biology Conference, OBC) с целью создания международных сообществ исследователей, занимающихся новыми областями в базовой биологии.
- Январь 2007 — был проведён первый Международный практический курс NIBB для содействия распространению новых методов и международного обмена среди молодых учёных из Японии и зарубежья.
- Апрель 2007 — седьмым генеральным директором назначен доктор Киётака Окада.
- Октябрь 2013 — восьмым генеральным директором назначен доктор Масаюки Ямамото.[1]

## Исследования
Хотя в институте основное внимание уделяется фундаментальной биологии, исследования охватывают широкий спектр биологических наук, таких как клеточной биологии, биологии развития, нейробиологии, эволюционной биологии, экологической биологии теоретической биологии. Результаты исследований, проводимых в NIBB регулярно публикуются в рецензируемых изданиях, таких как Science, Nature и Proceedings of the National Academy of Sciences.

## Образование
Помимо того, что NIBB является научно-исследовательским институтом, он также функционирует как высшее учебное заведение, являясь факультетом фундаментальной биологии Школе естественных наук Высшего университета перспективных исследований (Sōkendai). Институт предлагает пятилетнюю докторскую программу для выпускников университетов и трёхгодичную аспирантуру для студентов, которые уже закончили магистратуру.
Аспиранты, зачисленные в другие университеты и институты, также имеют право проводить в NIBB исследования в течение фиксированных периодов времени под руководством профессоров института.

## Международное сотрудничество
Институт выступает в качестве связующего звена между международным научным сообществом и исследователями в Японии, проводя различные конференции, семинары и практические курсы.

### Международные конференции

#### Конференции NIBB
С момента открытия института в 1977 году институт ежегодно проводит свою конференцию, целью которой является предоставить активным исследователям возможность свободно обсуждать актуальные вопросы в различных областях биологических исследований.

#### Биологическая конференция Окадзаки.
Целью конференции по биологии Окадзаки, начатой в 2003 году, является создание междисциплинарных сетей в поисках ответов на основные вопросы биологии.

### Академический обмен
NIBB выполняет программы академического обмена с Европейской молекулярно-биологической лабораторией (EMBL) и японским Национальным институтом естественных наук (NINS). Это включает в себя поощрение совместной исследовательской деятельности, приглашение преподавателей и исследователей на лекции, семинары, конференции, симпозиумы и другие академические мероприятия, обмен аспирантами для конференций и учебных курсов и обмен информацией и академическими публикациями
Он также присоединился к институту Макса Планка по селекции растений Общества Макса Планка в инициативе, направленной на стимулирование академического и научного обмена. Они будут планировать и продвигать совместные исследовательские проекты, симпозиумы, учебные курсы и программы обмена студентами.

### Национальный проект «БиоРесурс»
Национальный проект «БиоРесурс» (англ. National BioResource Project) является проектом по систематическому накоплению, хранению и снабжению биоресурсов (экспериментальных животных и растений, клеток, ДНК и других генетических ресурсов), широко используемых в качестве инструментов в исследованиях в областях биологии. Медака, поставляемая NIBB включает материал о стандартных штаммах, природные запасах, инбредные штаммах, родственных видах и спонтанных и индуцированных мутациях. NIBB также является субцентром для работы NBPR с японской Ипомея нил и данио-рерио.
Кроме того, NIBB предоставляет исследователям по всему миру базы данных на английском языке, содержащие исследовательские данные о видах мхах фискомитрелла раскрытая, ракообразные дафнии, гладкая шпорцевая лягушка, клеточных растений органеллы и бактериальных геномах.

## Организация
Генеральный директор осуществляет надзор за деятельностью NIBB при содействии Консультативного комитета по программированию и управлению, в состав которого входит равное число профессоров в NIBB и ведущих биологов за его пределами.

## NINS
В 2004 году НИОБ в союзе с четырьмя другими национальными институтами — Национальной астрономической обсерваторией Японии, Национальным институтом науки о термоядерных сплавах, Национальным институтом физиологических наук и Институтом молекулярной науки — учредил Национальный институт естественных наук Японии (NINS) для развития сотрудничества между исследователями пяти институтов, входящих в его состав.